# 61042 Noviello
61042 Noviello è un asteroide della fascia principale. Scoperto nel 2000, presenta un'orbita caratterizzata da un semiasse maggiore pari a 3,9838533 au e da un'eccentricità di 0,2683173, inclinata di 9,54430° rispetto all'eclittica.